# Scylacosauria
De Scylacosauria zijn een clade van therocephalische therapsiden. Ze omvatten de basale familie Scylacosauridae en de infraorde Eutherocephalia. Scylacosauridae en Eutherocephalia vormen deze clade met uitsluiting van Lycosuchidae, de meest basale therocephalide familie. Dus de Scylacosauria omvatten alle therocephaliërs behalve de lycosuchiden.
De klade werd in 1994 gedefinieerd als alle Therocephalia die nauwer verwant zijn aan Scylacosaurus sclateri dan aan Lycosuchus vanderrieti of Theriognathus microps.
Hieronder is een cladogram dat de fylogenetische positie van Sylacosauria toont:
|               | Lycosuchidae                                                        |
|               |                                                                     |
| Scylacosauria | \| \| Scylacosauridae \| \| \| \| \| \| Eutherocephalia \| \| \| \| |
|               | \| \| Scylacosauridae \| \| \| \| \| \| Eutherocephalia \| \| \| \| |
|               | Scylacosauridae                                                     |
|               |                                                                     |
|               | Eutherocephalia                                                     |
|               |                                                                     |

|  | Scylacosauridae |
|  |                 |
|  | Eutherocephalia |
|  |                 |